# قل ترسناک
قل ترسناک (انگلیسی: Basket Case) فیلمی آمریکایی در ژانر اسلشر به نویسندگی و کارگردانی فرانک هننلاتر و تهیه‌کنندگی ادگار ایونز محصول سال ۱۹۸۲ است. کوین ون هنتنریک در نقش فردی با ظاهر عادی بازی می‌کند که به دنبال انتقام برای جراحی ناخواسته‌ای است که برادر دوقلوی به‌هم‌چسبیده عجیب‌الخلقه وی را از او جدا کرده است. 
قل ترسناک فیلمی کالت در نظر گرفته می‌شود. این فیلم دو دنباله در پی داشت؛ قل ترسناک ۲ و قل ترسناک ۳: اولاد که هردوی آن‌ها نیز توسط هننلاتر کارگردانی شدند.